# 科洛梅拉
科洛梅拉，是西班牙安达卢西亚自治区格拉纳达省的一个市镇。总面积112平方公里，2001年普查人口總數為1623人，人口密度為每平方公里14人。